# Taikomol
Taikomol är en skapelsegudom i mytologin hos de nordamerikanska Yuki- och Huchnoindianerna.
Taikomol beskrivs som en ensam vandringsman som började skapelsen med att låta marken resa sig ur havet för att därefter skapa bland annat människorna av träpinnar. Som många andra skapelsegudar hos den nordamerikanska ursprungsbefolkningen kan Taikomols insats ses som en räcka misslyckanden. Han var i och för sig den positiva delen av ett ursprungligt par, men hans insats punkterades av medarbetarens. Världen han skapade blev inte stabil och lider ännu av jordbävningar och människornas kroppar, som först kunde återuppstå efter döden, började lukta så illa att Taikomol blev tvungen att ta deras odödlighet från dem.
Taikomol själv drabbas däremot inte själv av dessa misslyckanden eftersom han begav sig till himlen på regnbågen.